# 前70年
| 千纪： | 前1千纪 |
| 世纪： | 前2世纪 \| 前1世纪 \| 1世纪                                                                                |
| 年代： | 前100年代 \| 前90年代 \| 前80年代 \| 前70年代 \| 前60年代 \| 前50年代 \| 前40年代                          |
| 年份： | 前75年 \| 前74年 \| 前73年 \| 前72年 \| 前71年 \| 前70年 \| 前69年 \| 前68年 \| 前67年 \| 前66年 \| 前65年 |
| 纪年： | 西汉本始四年                                                                                               |

## 大事记
- 罗马共和国
  - 克奈乌斯·庞培和克拉苏共任罗马执政官

## 出生
- 10月15日--维吉尔，古罗马诗人（前19年去世）。
- 12月--埃及法老克利奥帕特拉七世，（也可能生于前69年1月，前30年去世）。
- 梅塞纳斯，罗马帝国政治人物（前8年去世）

## 逝世
- 米特里達梯一世，科馬基尼國王。